# Las Heras (departamento)
Las Heras é um departamento da Argentina, localizado na província de Mendoza.